# Monique Kalkman
Monique Kalkman (* 28. November 1964 in Sint-Oedenrode als Monique van den Bosch) ist eine ehemalige niederländische Rollstuhltennis- und Rollstuhltischtennisspielerin.

## Karriere
Im Alter von 14 Jahren erkrankte Monique Kalkman an einem Ewing-Sarkom, ein Knochentumor, und war fortan auf den Rollstuhl angewiesen. Sie begann kurz danach mit dem Rollstuhltennis und startete in der Klasse der Paraplegiker. Ebenso begann sie mit dem Rollstuhltischtennis.
Sie nahm an insgesamt vier Paralympischen Spielen teil. Im Rollstuhltischtennis trat sie 1984 an. Sie gewann in ihrer Klasse die Goldmedaille, im offenen Wettbewerb gewann sie Bronze. In der Weltrangliste war sie außerdem zeitweise die Weltranglistenführende, beendete aber bereits 1986 ihre Karriere in dieser Sportart und konzentrierte sich fortan auf das Rollstuhltennis. 1988, als Rollstuhltennis nur als Demonstrationssportart Teil der Spiele war, belegte sie hinter Chantal Vandierendonck den zweiten Platz. Bei den Spielen 1992 in Barcelona gewann sie bei der ersten offiziellen Austragung sowohl im Einzel- als auch im Doppelwettbewerb die Goldmedaille. Im Einzel besiegte sie im Finale Vandierendonck, während beide gemeinsam im Endspiel des Doppelwettbewerbs gegen Lynn Seidemann und Nancy Olson gewannen. Monique Kalkman und Vandierendonck gelang es 1996 in Atlanta dann auch, ihren Titel im Doppel zu verteidigen. Im Endspiel besiegten sie erneut Nancy Olson, deren Partnerin dieses Mal Hope Lewellen war. Im Einzel zog Monique Kalkman erneut ins Finale ein. Nach der Niederlage gegen Maaike Smit gewann sie die Silbermedaille.
Beim Wheelchair Tennis Masters stand sie im Einzel dreimal im Endspiel. 1994 besiegte sie Chantal Vandierendonck, im Jahr darauf Daniela Di Toro. 1997 stand sie nochmals im Finale, das sie gegen Maaike Smit in drei Sätzen verlor. Nach diesem Turnier beendete sie ihre Karriere. Bei Grand-Slam-Turnieren feierte sie insgesamt drei Titel bei den US Open. Sie siegte in den Jahren 1991, 1994 und 1995.
In der Weltrangliste hatte Monique Kalkman sowohl im Einzel als auch im Doppel zeitweise die Führung übernommen. Erstmals gelang ihr das im Einzel am 26. Januar 1993 und im Doppel am 26. März 1996.
Im Anschluss an ihre Karriere hatte sie mit schweren körperlichen Problemen zu kämpfen. Nach einer langen Phase der Rehabilitation und Abstinenz vom Sport begann sie 2009 mit dem Golfsport. 2014 wurde sie vom niederländischen Golfverband zur Sportlerin des Jahres in der Kategorie Behindertensport gekürt.
Monique Kalkman ist verheiratet mit Marc Kalkman, der lange Jahre ihr Trainer war, und hat mit diesem einen Sohn. Sie erhielt zahlreiche Auszeichnungen, unter anderem ist sie Ritter des Orden vom Niederländischen Löwen. 2017 wurde sie in die International Tennis Hall of Fame aufgenommen.